# Eish shamsi
Eish shamsi (árabe egipcio: عيش شمسي), es un pan de masa fermentada grueso que se come en Egipto y se hace con harina de trigo. En el Alto Egipto sustituye a eish baladi como elemento básico local, aunque este último también es común. Se cree que el nombre, que se traduce como "pan del sol", se deriva de la práctica de dejar que la masa salga al sol. Tradicionalmente, el pan se hornea en casa en hornos de barro abovedado con aberturas en la parte superior, aunque esta tradición se está desvaneciendo, ya que el pan ya hecho es cada vez más común.

## Forma
La forma del pan está determinada por el patrón de la puntuación, que se realiza con una aguja. La forma más común de hacerlo es hacer cortes alrededor del borde superior para obtener un pan redondo. Otra forma común de hacerlo es hacer cortes en forma de media luna en la masa que dan como resultado un pan en forma de triángulo. Los cristianos tienden a puntuar la masa de una manera que logra una forma de cruz áspera. Estas formas de pan se asemejan a las representaciones de ofrendas de pan en pinturas de tumbas que se remontan al antiguo Egipto. Aunque es poco común en el Bajo Egipto, algunas panaderías en El Cairo lo hacen especialmente para su clientela del Alto Egipto.